# Katharine Hepburn/Filmografie
Katharine Hepburns erweiterte Filmografie enthält die Filme, in denen die Schauspielerin Katharine Hepburn mitgewirkt hat.

## Legende
- Jahr: Nennt das Jahr, in dem der Film erstmals erschienen ist. Die Daten beziehen sich auf die Premiere in den USA.
- Originaltitel: Nennt den Originaltitel des Films.
- Deutscher Titel: Nennt den deutschen Titel des Films. Wenn Filme in Deutschland nicht erschienen sind, ist dies entsprechend vermerkt.
- Rolle: Nennt die Rolle, die Katharine Hepburn im Film innehatte.
- Regisseur: Nennt den Regisseur des Films.
- Studio: Nennt das Filmstudio, das den Film produzierte.

## Kinofilme
| Jahr | Originaltitel                          | Deutscher Titel                       | Rolle                   | Regie                             | Studio                   |
| ---- | -------------------------------------- | ------------------------------------- | ----------------------- | --------------------------------- | ------------------------ |
| 1933 | A Bill of Divorcement                  | Eine Scheidung                        | Sydney Fairfield        | George Cukor                      | RKO                      |
| 1933 | Christopher Strong                     | Ihr großes Erlebnis                   | Lady Cynthia Darrington | Dorothy Arzner                    | RKO                      |
| 1933 | Morning Glory                          | Morgenrot des Ruhms                   | Eva Lovelace            | Lowell Sherman                    | RKO                      |
| 1933 | Little Women                           | Vier Schwestern                       | Jo March                | George Cukor                      | RKO                      |
| 1934 | Spitfire                               | Nicht erschienen                      | Trigger Hicks           | John Cromwell                     | RKO                      |
| 1934 | The Little Minister                    | Nicht erschienen                      | Babbie                  | Richard Wallace                   | RKO                      |
| 1935 | Break of Hearts                        | Nicht erschienen                      | Constance Dane          | Philip Moeller                    | RKO                      |
| 1935 | Alice Adams                            | Nicht erschienen                      | Alice Adams             | George Stevens                    | RKO                      |
| 1936 | Sylvia Scarlett                        | Sylvia Scarlett                       | Sylvia Scarlett         | George Cukor                      | RKO                      |
| 1936 | Mary of Scotland                       | Maria von Schottland                  | Maria Stuart            | John Ford                         | RKO                      |
| 1936 | A Woman Rebels                         | Ein aufsässiges Mädchen               | Pamela Thislewaite      | Mark Sandrich                     | RKO                      |
| 1937 | Quality Street                         | Quality Street                        | Phoebe Throssel         | George Stevensi                   | RKO                      |
| 1937 | Stage Door                             | Bühneneingang                         | Terry Randall           | Gregory La Cava                   | RKO                      |
| 1938 | Bringing up Baby                       | Leoparden küßt man nicht              | Susan Vance             | Howard Hawks                      | RKO                      |
| 1938 | Holiday                                | Die Schwester der Braut               | Linda Seton             | George Cukor                      | Columbia Pictures        |
| 1940 | The Philadelphia Story                 | Die Nacht vor der Hochzeit            | Tracy Lord              | George Cukor                      | MGM                      |
| 1942 | Woman of the Year                      | Die Frau, von der man spricht         | Tess Harding            | George Stevens                    | MGM                      |
| 1942 | Keeper of the Flame                    | Die ganze Wahrheit / Hüter der Flamme | Christine Forrest       | George Cukor                      | MGM                      |
| 1943 | Stage Door Canteen                     | Nicht erschienen                      | Sie selbst              | Frank Borzage                     | United Artists           |
| 1944 | Dragon Seed                            | Drachensaat                           | Jade                    | Jack Conway und Harold S. Bucquet | MGM                      |
| 1945 | Without Love                           | Zu klug für die Liebe                 | Jamie Rowan             | Harold S. Bucquet                 | MGM                      |
| 1946 | Undercurrent                           | Der unbekannte Geliebte               | Ann Hamilton            | Vincente Minnelli                 | MGM                      |
| 1947 | The Sea of Grass                       | Endlos ist die Prärie                 | Lutie Cameron           | Elia Kazan                        | MGM                      |
| 1947 | Song of Love                           | Clara Schumanns große Liebe           | Clara Wieck-Schumann    | Clarence Brown                    | MGM                      |
| 1948 | State of the Union                     | Der beste Mann                        | Mary Matthews           | Frank Capra                       | MGM                      |
| 1949 | Adam’s Rib                             | Ehekrieg                              | Ammanda Bonner          | George Cukor                      | MGM                      |
| 1951 | The African Queen                      | African Queen                         | Rose Sayer              | John Huston                       | United Artists           |
| 1952 | Pat and Mike                           | Pat und Mike                          | Pat Pemberton           | George Cukor                      | MGM                      |
| 1955 | Summertime                             | Traum meines Lebens                   | Jane Hudson             | David Lean                        | United Artists           |
| 1956 | The Rainmaker                          | Der Regenmacher                       | Lizzie Curry            | Joseph Anthony                    | Paramount                |
| 1956 | The Iron Petticoat                     | Der eiserne Unterrock                 | Vinka Kovelenko         | Ralph Thomas                      | MGM                      |
| 1957 | Desk Set                               | Eine Frau, die alles weiß             | Bunny Watson            | Walter Lang                       | Twentieth Century Fox    |
| 1959 | Suddenly, Last Summer                  | Plötzlich im letzten Sommer           | Mrs. Venable            | Joseph L. Mankiewicz              | Columbia Pictures        |
| 1962 | Long Day’s Journey into Night          | Long Day’s Journey into Night         | Mary Tyrone             | Sidney Lumet                      | Embassy Pictures         |
| 1967 | Guess Who’s Coming to Dinner           | Rat mal, wer zum Essen kommt          | Christine Drayton       | Stanley Kramer                    | Columbia Pictures        |
| 1968 | The Lion in Winter                     | Der Löwe im Winter                    | Eleonore von Aquitanien | Anthony Harvey                    | Avco Embassy             |
| 1969 | The Madwoman of Chaillot               | Die Irre von Chaillot                 | Aurelia                 | Bryan Forbes                      | Warner Bros-Seven Arts   |
| 1971 | The Trojan Women                       | Die Troerinnen                        | Hekuba                  | Michael Cacoyannis                | Cinerama Releasing       |
| 1973 | A Delicate Balance                     | Empfindliches Gleichgewicht           | Agnes                   | Tony Richardson                   | American Film Theater    |
| 1975 | Rooster Cogburn                        | Mit Dynamit und frommen Sprüchen      | Eula Goodnight          | Stuart Millar                     | Universal                |
| 1978 | Olly Olly Oxen Free                    | Das große Abenteuer im Ballon         | Miss Pudd               | Richard A. Colla                  | Sanrio Film Distribution |
| 1981 | On Golden Pond                         | Am goldenen See                       | Ethel Thayer            | Mark Rydell                       | Universal                |
| 1985 | The Ultimate Solution of Grace Quigley | Grace Quigleys letzte Chance          | Grace Quigley           | Anthony Harvey                    | MGM/United Artists       |
| 1994 | Love Affair                            | Perfect Love Affair                   | Tante Ginny             | Glenn Gordon Caron                | Warner Bros.             |

## Fernsehfilme
| Jahr | Titel USA                     | Titel Deutschland             | Rolle             | Regie           |
| ---- | ----------------------------- | ----------------------------- | ----------------- | --------------- |
| 1973 | The Glass Menagerie           | Die Glasmenagerie             | Amanda Wingfield  | Anthony Harvey  |
| 1975 | Love among the Ruins          | Liebe in der Dämmerung        | Jessica Medlicott | George Cukor    |
| 1979 | The Corn is Green             | Das Korn ist grün             | Miss Moffat       | George Cukor    |
| 1986 | Mrs. Delafield Wants to Marry | Mrs. Delafield will heiraten  | Mrs. Delafield    | George Schaefer |
| 1988 | Laura Lansing Slept Here      | Eine Dame namens Laura        | Laura Lansing     | George Schaefer |
| 1992 | The Man Upstairs              | Kein Engel auf Erden          | Victoria Brown    | George Schaefer |
| 1993 | This Can’t Be Love            | Liebe ist nicht bloß ein Wort | Marion Bennett    | Anthony Harvey  |
| 1994 | One Christmas                 | Eine Weihnacht                | Cornelia Beaumont | Tony Bill       |

## Fernsehauftritte und Dokumentationen
| Jahr | Titel USA                                                                      | Titel Deutschland | Regie                         |
| ---- | ------------------------------------------------------------------------------ | --- | ----------------------------- |
| 1940 | The Miracle of Sound                                                           | |                               |
| 1941 | Women in Defense                                                               | | Frank Capra                   |
| 1943 | Stage Door Canteen                                                             | | Frank Borzage                 |
| 1949 | Some of the Best                                                               | |                               |
| 1963 | The 35th Annual Academy Awards                                                 | | Richard Dunlap                |
| 1968 | The 40th Annual Academy Awards                                                 | | Richard Dunlap                |
| 1973 | „The Dick Cavett Show“ - Katharine Hepburn: Part 1 - Katharine Hepburn: Part 2 | | Arthur Forrest                |
| 1974 | The 46th Annual Academy Awards                                                 | | Marty Pasetta                 |
| 1981 | The Barbara Walters Special - Episode #5.3                                     | | Bill Geddie                   |
| 1984 | George Stevens: A Filmmaker’s Journey                                          | | George Stevens Jr.            |
| 1986 | The Spencer Tracy Legacy: A Tribute by Katharine Hepburn                       | Spencer Tracy: Ein Porträt von Katharine Hepburn                                                                                              | David Heely                   |
| 1987 | James Stewart: A Wonderful Life                                                | James Stewart: A Wonderful Life | David Heely und Carol Burnett |
| 1987 | Hollywood The Golden Years: The RKO Story                                      | |                               |
| 1987 | Happy 100th Birthday Hollywood                                                 | | Jeff Margolis                 |
| 1988 | Bacall on Bogart                                                               | Bacall on Bogart | David Heeley                  |
| 1988 | Michael Jackson: The Legend Continues                                          | | Patrick T. Kelly              |
| 1989 | American Masters – Broadway’s Dreamers: The Legacy of the Group Theatre        | | David Heeley                  |
| 1990 | The Kennedy Center Honors: A Celebration of the Performing Arts                | | David Heeley                  |
| 1990 | Night of 100 Stars III                                                         | | Jeff Margolis                 |
| 1991 | The 63rd Annual Academy Awards                                                 | | Jeff Margolis                 |
| 1993 | The Roots of Roe                                                               | | Andie Haas                    |
| 1993 | Katharine Hepburn: All About Me                                                | Katharine Hepburn: Alles über mich – Ein Selbstporträt Aufzeichnung auf der Zwei-Disk-Sonderausgabe-DVD von Die Nacht vor der Hochzeit (1940) | David Heeley                  |
| 1994 | 100 Years of the Hollywood Western                                             | | Jack Haley Jr.                |
| 1995 | Legends in Light: The Photography of George Hurrell                            | | Carl Colby                    |
| 1996 | The Line King: The Al Hirschfeld Story (nur Stimme)                            | | Susan Warms Dryfoos           |
| 2006 | That’s Entertainment, Part II                                                  | That’s Entertainment 2 | Gene Kelly                    |